# Juozas Paknys

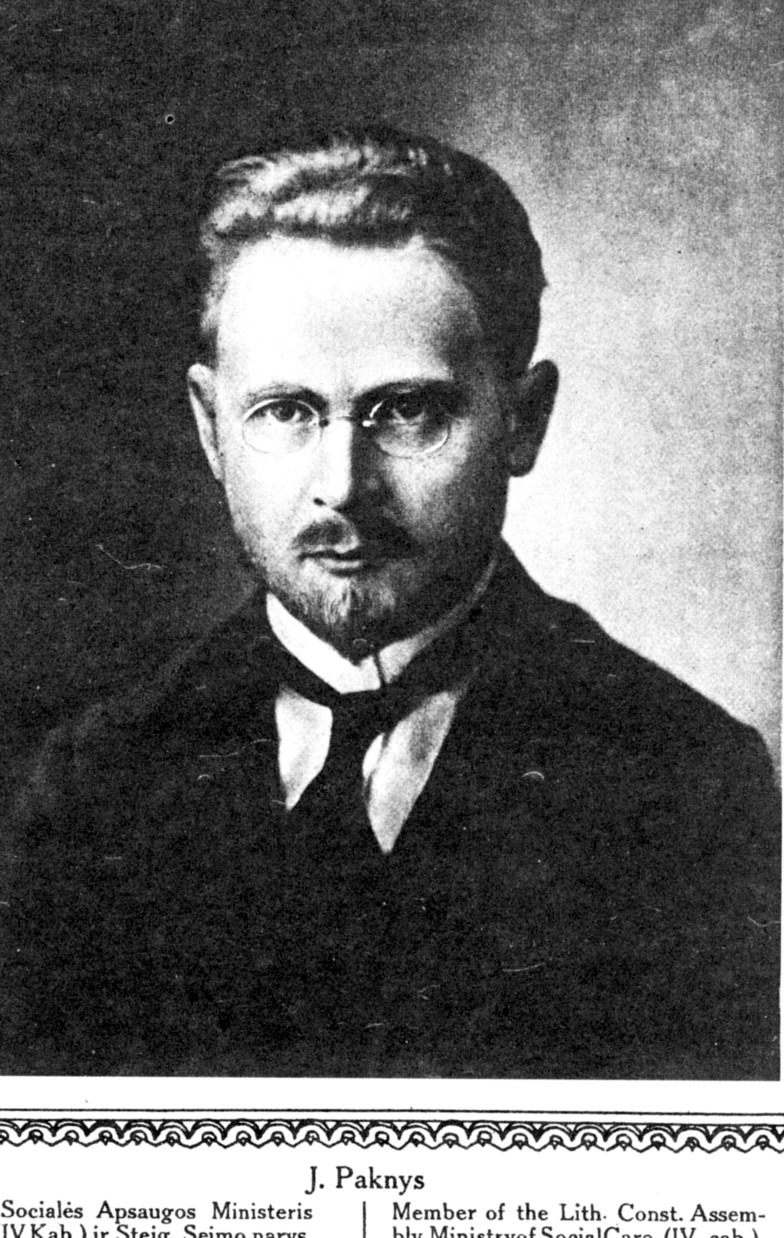
Juozas Paknys, um 1921

Juozas Paknys (* 23. September 1883 in Pakniškiai bei Jūžintai, Rajongemeinde Rokiškis; † 3. Januar 1948 in Reutlingen) war ein litauischer Politiker und Bankier, Gründer und erster Direktor von Valstybės kontrolė.

## Leben
1904 absolvierte er das Gymnasium in Jelgava (Lettland) und studierte am Priesterseminar. 1906 wurde er Mitglied der Partei LSDP. Von 1908 bis 1912 studierte er am Kommerz-Institut Sankt Petersburg. Von 1918 bis 1919 war er kommissarischer Verwalter des Ernährungsministeriums im Kabinett Sleževičius und 1919 Arbeits- und Sozialschutzminister Litauens, danach Vizeminister für Finanzen, Handel und Industrie. Von 1922 bis 1940 war er Vorstandsmitglied der Zentralbank auf Einladung von Vladas Jurgutis.
Von 1926 bis 1939 war er stellv. Leiter und ab 1929 faktischer Leiter der Lietuvos bankas (nach dem Zurücktreten von Jurgutis) sowie von 1939 bis 1940 Leiter der Zentralbank.
1944 emigrierte er nach Deutschland.
Ab 1945 war er Vorstandsmitglied im litauischen Komitee in Würzburg und danach in Tübingen.